# FaculteitenKonvent Gent
Het Faculteitenkonvent Gent (afgekort tot FK Gent of FK) is een van de 7 konventen van de Universiteit Gent en de overkoepelende vereniging voor de verschillende faculteitskringen van de UGent.

## Organisatie en werking
De organisatie fungeert als elke andere studentenvereniging, met als praesidium ex-praesidiumleden van de vertegenwoordigde kringen. Momenteel omvat de organisatie 29 studentenverenigingen waarvan de leden automatisch lid zijn van het Konvent.
Het konvent staat in voor de ondersteuning en vertegenwoordiging van de aangesloten verenigingen maar organiseert ook verschillende eigen activiteiten, zoals de jaarlijkse Beiaardcantus.

## Aangesloten studentenverenigingen
- Chemica
- Dentalia
- Filologica
- Gentse Biologische Kring
- Gentse Farmaceutische Kring
- Geografica
- Geologica
- HILOK
- Hermes Gent
- Kunsthistorische Kring
- Kring moraal en filosofie
- LILA
- Lombrosiana
- Moeder Lies
- Oosterse Afrikaanse Kring
- Politeia
- Slavia (ontbonden na het academiejaar 2023-2024)
- Veto Gent
- Vlaamse Biomedische Kring
- Vlaamse Diergeneeskundige Kring
- Vlaamse Economische Kring
- Vlaamse Geneeskundige Kring
- Vlaamse Geschiedkundige Kring
- Vlaamse Levenstechnische Kring
- Vlaamse Logopedische en Audiologische Kring
- Vlaamse Psychologische en Pedagogische Kring
- Vlaams Rechtsgenootschap
- Vlaamse Technische Kring
- WiNA

## Bekende oud-voorzitters
De voorzitters of praesides van van het FK schoppen het na hun studententijd vaak ook nog ver, enkele bekende oud-voorzitters/praesides zijn:
- Adriaan Verhulst, Vlaamse geschiedkundige kring (1952-1953)
- Paul Van Cauwenberge, Vlaamse geneeskundige kring (1970)
- Thijs Verbeurgt, Slavia (2007-2008)